# Ярославський похід Мстиславичів (1149)
Про похід Мстиславичів до Північно-Східної Русі в 1135 році див. Бій біля Жданої гори.
Похід Мстиславичів до Північно-Східної Русі (1149) — епізод міжусобної війни між Ізяславом Мстиславичем та Юрієм Долгоруким, а також їхніми союзниками, з якого Ізяслав почав вторгнення до князівства Юрія, розорив землі по Волзі, але через ухилення Юрія від прямого зіткнення кампанія не принесла Ізяславу очікуваних результатів.
Ізяславу вдалося залучити новгородців до походу завдяки тому, що в 1147 році Юрій Долгорукий захопив Торжок, після чого питання про новгородські данини стало одним з основних пунктів протиріч між Ізяславом та Юрієм.

## Хід подій
У гирлі Медведиці був призначений загальний збір, але на нього з'явився лише Ростислав Мстиславич з київськими і смоленськими військами. Чернігово-сіверські князі зайняли вичікувальну позицію, розташувавшись поблизу своїх північно-східних кордонів у в'ятицьких лісах.
Від гирла Медведиці союзники пішли на Углич, потім до гирла Мологи, а звідти Ізяслав пустив війська грабувати околиці Ярославля. Це було точкою максимального просування союзників. Подальшому походу заважало весняне потепління (коні по живіт провалювались під лід). На відміну від 1135 року, Юрій не прийняв бою. Однак після цих подій він розгорнув активні дії на півдні, які призвели до заняття ним спочатку Переяслава, а потім і Києва (вперше).